# Franz Georg von Ligerz
Franz Georg von Ligerz (französisch François Georges de Gléresse; getauft 29. August 1672 in Le Landeron; † 12. März 1740 in Porrentruy; heimatberechtigt in La Neuveville) war Hofrat des Fürstbischofs von Basel. Er erwarb durch seine Heirat den Baronentitel für die ehemals unfreie jüngere Familie Ligerz. Mit seinen Enkeln starben 1817–1819 die letzten männlichen Nachkommen.

## Leben und Wirken
Franz Georg von Ligerz wurde 1672 geboren. Seine Eltern waren der Maire (1566–1696) Franz Karl von Ligerz und Eve de Wessemberg. Er heiratete Maria Agatha Agnes, Baronin von Kageneck. Sie war eine Tochter des kaiserlichen Beraters und Leutnants in Vorderösterreich Hans Friedrich von Kageneck und der Susanne Magdalena von Andlau.
Als Nachfolger seines Vaters, der fürstbischöflicher Rat wurde, war er von 1696 bis 1717 Kastlan des Schlossbergs und Maire der Stadt La Neuveville. Im Jahr 1717 wurde Ligerz zum fürstbischöflichen Hofrat ernannt. Die Ernennung von Jean-Michel Imer zu seinem Nachfolger als Kastlan und Maire bedeutete den Aufstieg der Patrizierfamilie Imer in La Neuveville.

## Belege
1. ↑  André Imer: von Ligerz. In: Historisches Lexikon der Schweiz.  5. Dezember 2005.
2. 1 2  André Imer: Franz Georg von Ligerz. In: Historisches Lexikon der Schweiz.  5. Dezember 2005.
3. ↑  André Imer: Imer. In: Historisches Lexikon der Schweiz.  6. Mai 2008.

| Personendaten    | Personendaten                      |
| ---------------- | ---------------------------------- |
| NAME             | Ligerz, Franz Georg von            |
| ALTERNATIVNAMEN  | Gléresse, François Georges de      |
| KURZBESCHREIBUNG | Hofrat des Fürstbischofs von Basel |
| GEBURTSDATUM     | 29. August 1672                    |
| GEBURTSORT       | Le Landeron                        |
| STERBEDATUM      | 12. März 1740                      |
| STERBEORT        | Pruntrut                           |